# 세계 노르딕 스키 선수권 대회

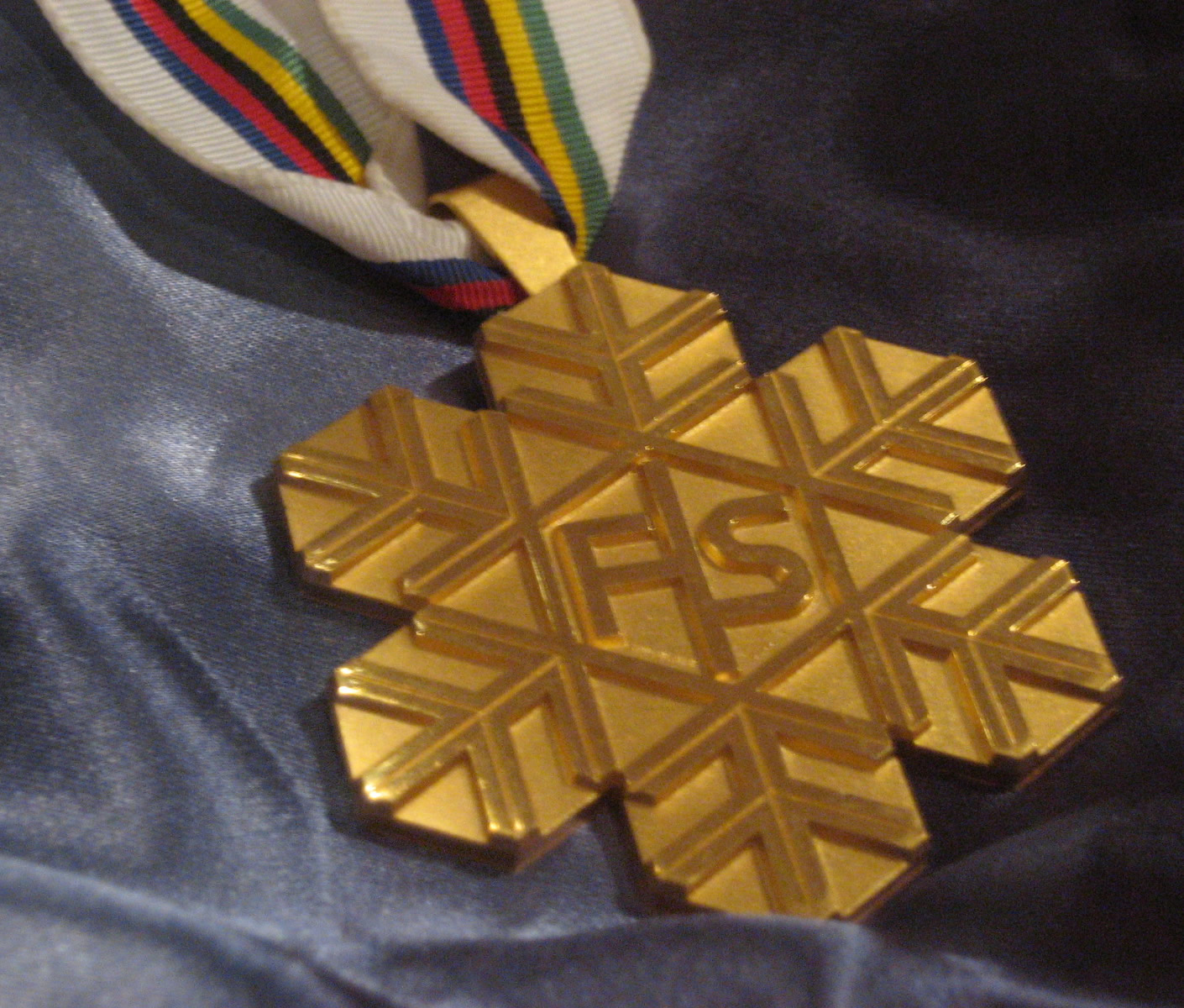

세계 노르딕 스키 선수권 대회 국제 스키 연맹(FIS)에서 주관하는 세계 규모의 노르딕 스키 종목 경기 대회이다. 크로스컨트리 스키·스키 점프·노르딕 복합의 세 분야로 나눠 2년에 한 번씩 치러진다.

## 역사
1924년 프랑스 샤모니에서 열렸던 제1회 동계 올림픽의 크로스컨트리 스키·스키 점프·노르딕 복합 경기를 제1회 세계 노르딕 스키 선수권 대회로 간주한다. 이때부터 1939년까지는 동계 올림픽이 열리는 해에는 동계 올림픽 대회로 대체하고, 그 외의 해에는 매년 별도의 개최지에서 세계 선수권 대회를 열었다. 이에 따라 제2회 대회가 1925년 체코슬로바키아에서 열렸다. 제2차 세계대전으로 중단되었다가, 1948년 스위스 생모리츠에서 열린 제5회 동계 올림픽 경기 때 제17회 대회로 부활되었고, 이후로는 2년 간격으로 개최하였다. 1985년부터는 홀수 해에 2년 간격으로 개최하는 것으로 변경하고, 동계 올림픽은 세계 선수권과 별개의 대회로 치르게 되었다.

## 같이 보기
- 올림픽 크로스컨트리
- 올림픽 노르딕복합
- 올림픽 스키점프
- FIS 크로스컨트리 월드컵